# Lotus Cars

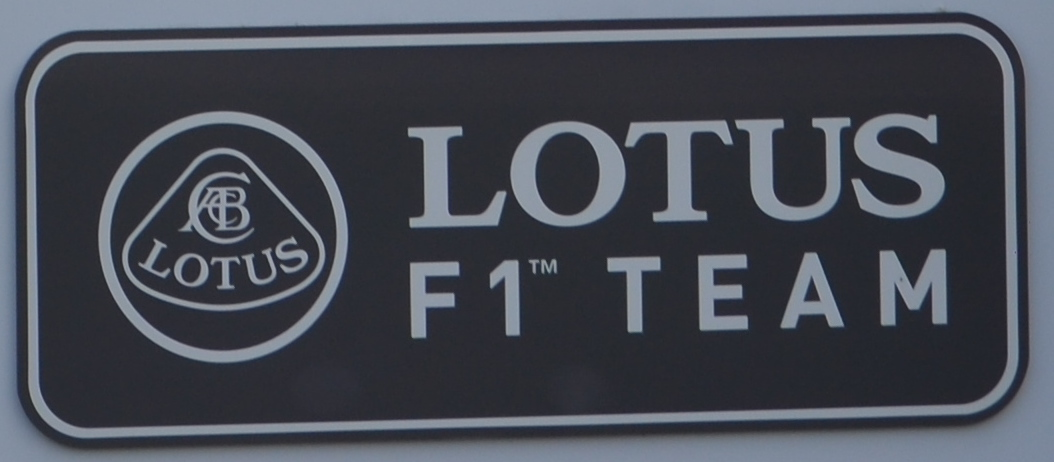
Logo da Lotus F1 Team de 2012 a 2015

O grupo Lotus (também conhecido como Lotus Cars e comercializado como Lotus NYO na China) é um fabricante automotivo multinacional britânico de carros esportivos de luxo e veículos elétricos.
O grupo Lotus é composto por três entidades principais. A Lotus Cars, uma empresa de carros esportivos de alto desempenho que está sediada em Hethel, em Norfolque, Inglaterra. A Lotus Tech, uma empresa de veículos totalmente elétricos, sediada em Uane, China, e opera instalações regionais no Reino Unido, Países Baixos e Alemanha. Além disso, a Lotus Engineering, uma empresa de consultoria em engenharia que está sediada no Lotus Advanced Technology Centre (LATC) localizado no Wellesbourne Campus da Universidade de Warwick, na Inglaterra.
A Lotus foi fundada e detida por muitos anos por Colin Chapman. Após sua morte e um período de instabilidade financeira, foi comprada pela General Motors, depois Romano Artioli e depois pela DRB-HICOM por meio de sua subsidiária Proton, que foi dona da Lotus de 1996 a 2017. A Lotus é atualmente de propriedade majoritária da multinacional chinesa Geely.

## História

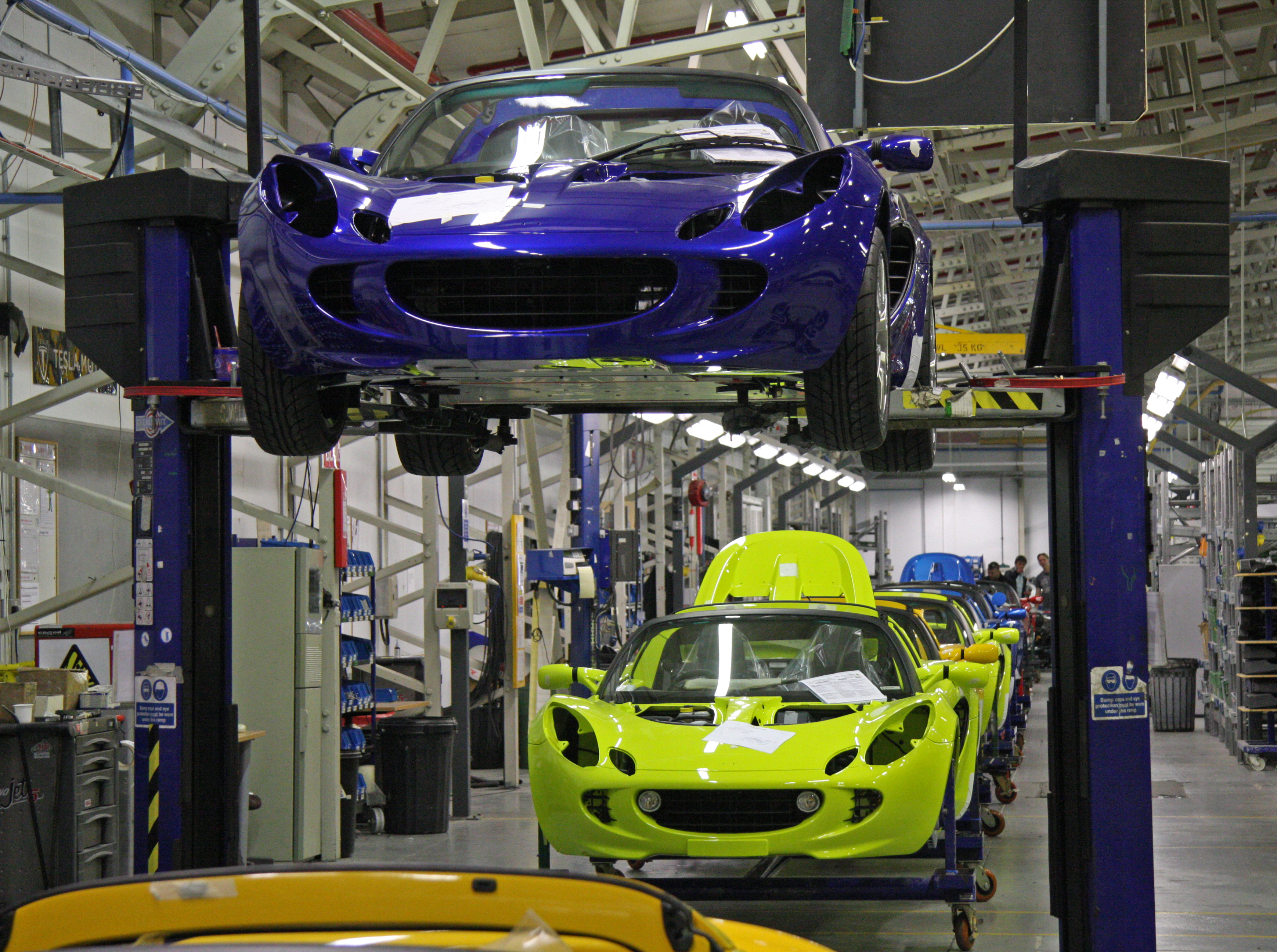
Linha de produção da empresa em 2008

A empresa foi fundada como Lotus Engineering Ltd em 1952, pelo engenheiro Colin Chapman. Em 1954 a empresa dividiu-se, surgindo a Team Lotus, que viria então a participar ativamente das corridas de Fórmula 1. O Grupo Lotus foi formado em 1959 e compreendia a Lotus Cars Limited e a Lotus Components Limited. Enquanto a primeira era focada em carros de rua, a segunda produzia carros de competição. Em 1971 a Lotus Components Limited tornou-se Lotus Racing Limited mas a empresa foi encerrada no mesmo ano.
Em 1986, a empresa foi comprada pela General Motors. No dia 27 de agosto de 1993, foi vendida por £30 milhões para a A.C.B.N. Holdings S.A. de Luxembourg, empresa controlada pelo italiano Romano Artioli, dono da Bugatti Automobili SpA. Em 1996 a maior parte da empresa foi vendida para a companhia malaia Proton. Em 2017, a chinesa Geely adquiriu a Lotus Cars.

## Fórmula 1

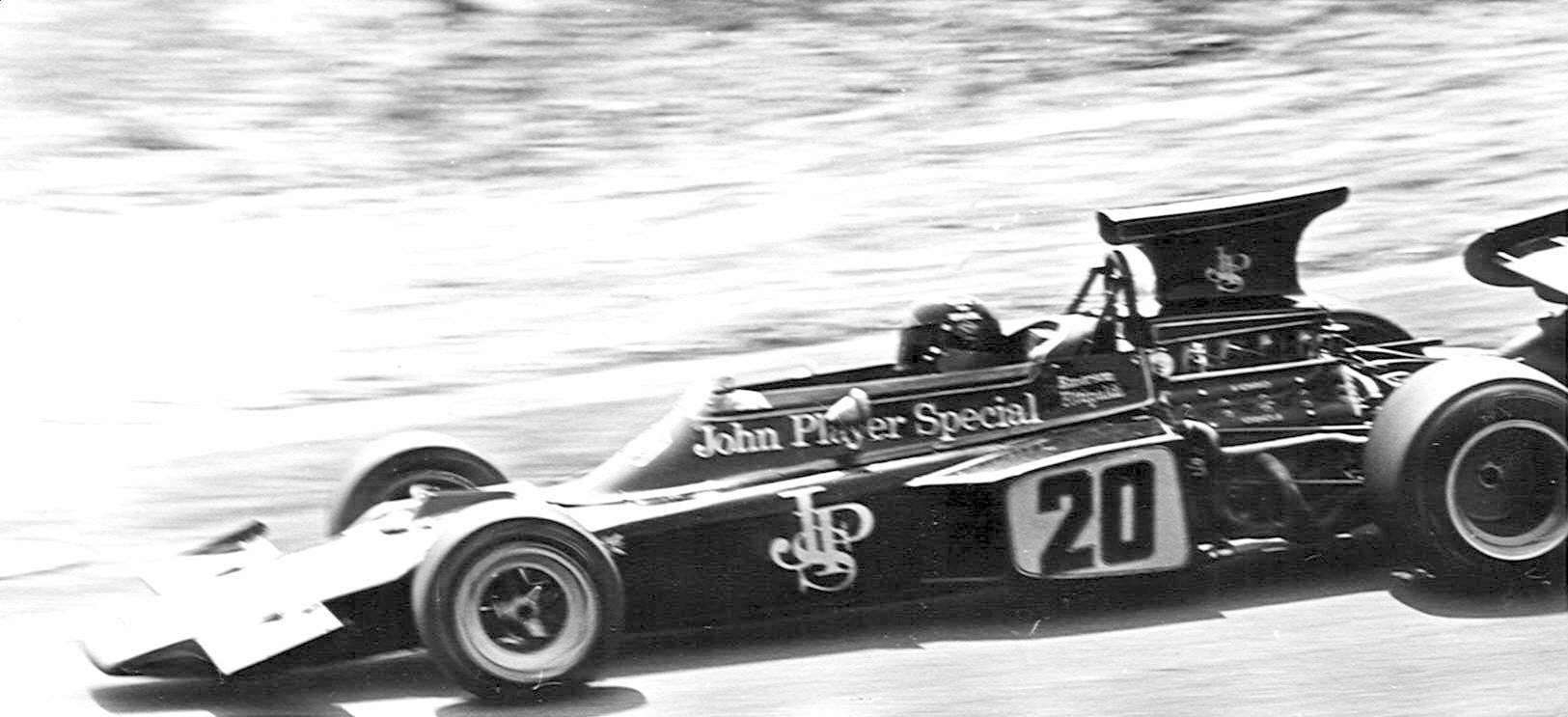
Emerson Fittipaldi pilotando o modelo 72D, no Grande Prêmio da Áustria de 1972.

A Team Lotus, divisão da Lotus Engineering, ingressou na Fórmula 1 em 1958, onde alcançou grande domínio nas décadas de 1960 e 70. A equipe conquistou nessa época um total de 7 títulos de construtores e 6 de pilotos.

### Lotus-Renault
No dia 8 de dezembro de 2010, foi anunciada a compra de parte da equipe Renault F1 Team pelo Grupo Lotus. A equipe passou então a se chamar Lotus Renault GP Team a partir da Temporada de 2011. E a partir da Temporada de 2012 passou a se chamar apenas Lotus F1 Team.

## Fórmula Indy
A Team Lotus, divisão da Lotus Engineering, ingressou na Fórmula Indy em 2012, onde não alcançou potência suficiente para disputar com Honda e Chevrolet. Na Indy 500 classificou seus dois carros por último e ambos receberam bandeira preta com 10 voltas por não alcançarem o desempenho mínimo (regra dos 105%). Os motores eram produzidos pela Judd.

## Modelos

### Passados
- Lotus Mk1
- Lotus Mk2
- Lotus Mk3
- Lotus Mk4
- Lotus Mk5
- Lotus 6
- Lotus Seven
- Lotus Eight
- Lotus Nine
- Lotus Ten
- Lotus Eleven
- Lotus Twelve
- Lotus 13
- Lotus 14
- Lotus 15
- Lotus 16
- Lotus 17
- Lotus 18
- Lotus 19
- Lotus 20
- Lotus 21
- Lotus 22
- Lotus 23
- Lotus 24
- Lotus 25
- Lotus 26
- Lotus 27
- Lotus 28
- Lotus 29
- Lotus 30
- Lotus 31
- Lotus 32
- Lotus 33
- Lotus 34
- Lotus 35
- Lotus 36
- Lotus 37
- Lotus 38
- Lotus 39
- Lotus 40
- Lotus 41
- Lotus 42
- Lotus 43
- Lotus 44
- Lotus 45
- Lotus 46
- Lotus 47
- Lotus 48
- Lotus 49
- Lotus 50
- Lotus 51
- Lotus 52
- Lotus 53
- Lotus 54
- Lotus 55
- Lotus 56
- Lotus 57
- Lotus 58
- Lotus 59
- Lotus 60
- Lotus 61
- Lotus 62
- Lotus 63
- Lotus 64
- Lotus 65
- Lotus 66
- Lotus 67
- Lotus 68
- Lotus 69
- Lotus 70
- Lotus 71
- Lotus 72
- Lotus 73
- Lotus 74
- Lotus 75
- Lotus 76
- Lotus 77
- Lotus 78
- Lotus 79
- Lotus 80
- Lotus 81
- Lotus 82
- Lotus 83
- Lotus 84
- Lotus 85
- Lotus 86
- Lotus 87
- Lotus 88
- Lotus 89
- Lotus 90
- Lotus 91
- Lotus 92
- Lotus 93T
- Lotus 94T
- Lotus 95T
- Lotus 96
- Lotus 97T
- Lotus 99T
- Lotus 100T
- Lotus M100
- Lotus 101
- Lotus 102
- Lotus 103
- Lotus 105
- Lotus 106
- Lotus 107
- Lotus 108
- Lotus 109
- Lotus 112
- Lotus 114
- Lotus 115
- Lotus Carlton
- Lotus Excel
- Lotus Eclat
- Lotus Elite
- Lotus Elan
- Lotus Europa
- Lotus Elan (segunda geração)
- Lotus Esprit
- Lotus Europa S
- Lotus Evora
- Lotus Exige
- Lotus Elise

### Atuais

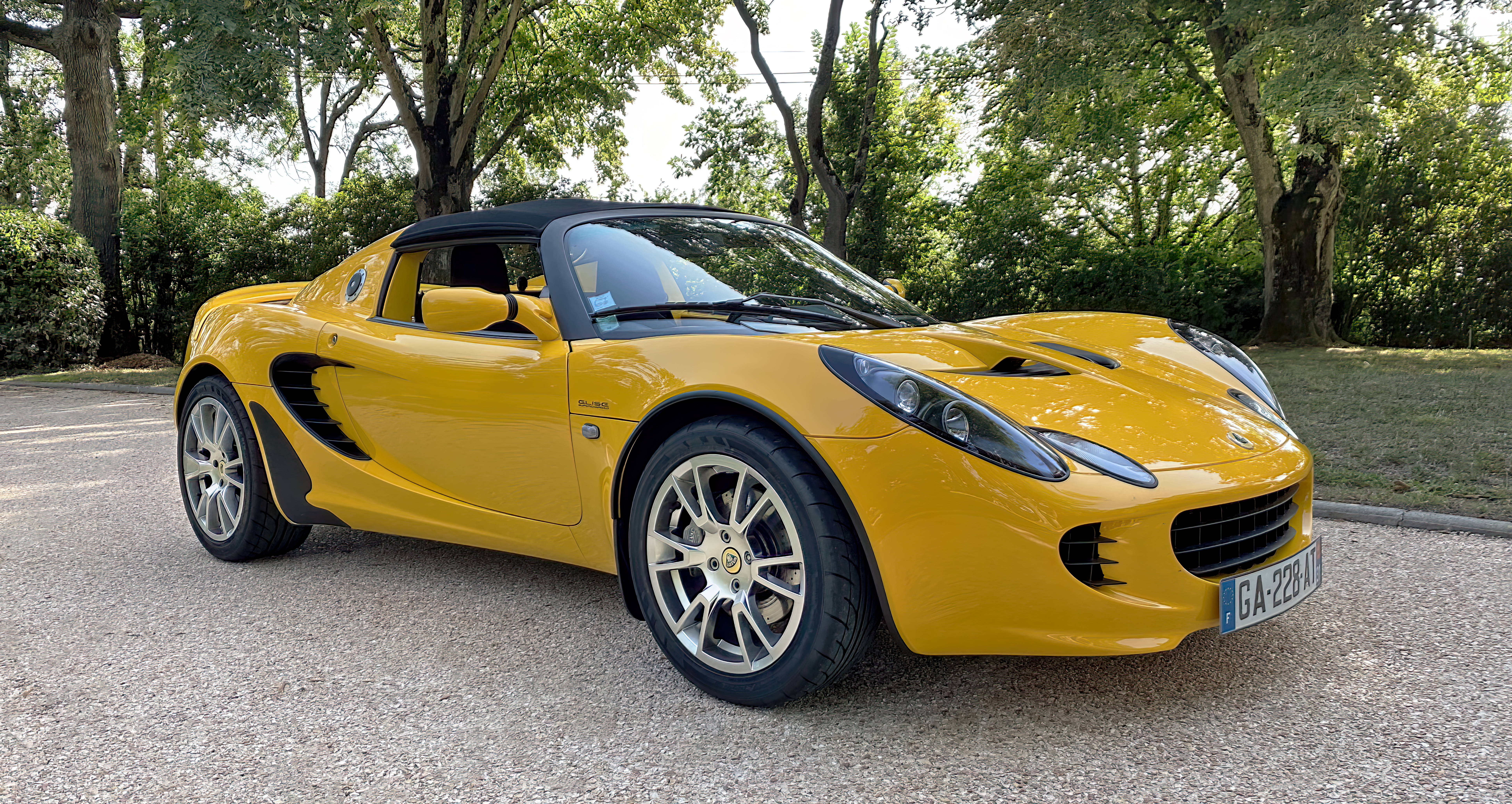
Lotus Elise

- Lotus Evija
- Lotus Emira
- Lotus Eletre

Lotus Emeya